# Liste der Monuments historiques in Chaudenay-le-Château
Die Liste der Monuments historiques in Chaudenay-le-Château führt die Monuments historiques in der französischen Gemeinde Chaudenay-le-Château auf.

## Liste der Immobilien
| Bezeichnung          | Beschreibung                        | Standort                   | Kennzeichnung | Schutzstatus | Datum | Bild           |
| -------------------- | ----------------------------------- | -------------------------- | ------------- | ------------ | ----- | -------------- |
| Château de Chaudenay | Burgruine, 13. oder 14. Jahrhundert | Rue du Grand Charon (Lage) | PA00112208    | Inscrit      | 1950  | weitere Bilder |

## Liste der Objekte
| Bezeichnung                 | Beschreibung                               | Standort                       | Kennzeichnung | Schutzstatus | Datum | Bild |
| --------------------------- | ------------------------------------------ | ------------------------------ | ------------- | ------------ | ----- | ---- |
| Skulptur Heiliger Dionysius | Kalkstein, 15. Jahrhundert                 | in der Kirche St-Pierre (Lage) | PM21000584    | Classé       | 1960  |      |
| Skulptur Erzengel Michael   | Kalkstein, farbig gefasst, 16. Jahrhundert | in der Kirche St-Pierre (Lage) | PM21000585    | Classé       | 1960  |      |
| Skulptur Maria Magdalena    | Kalkstein, farbig gefasst, 16. Jahrhundert | in der Kirche St-Pierre (Lage) | PM21000586    | Classé       | 1960  |      |
| Skulptur Heilige Barbara    | Kalkstein, farbig gefasst, 16. Jahrhundert | in der Kirche St-Pierre (Lage) | PM21000587    | Classé       | 1960  |      |